# Осада Вавилона (311 до н. э.)
Осада Вавилона 311 года до н. э. — эпизод войн диадохов. Селевк в ходе непродолжительной осады захватил лояльный Антигону I Одноглазому гарнизон одной из вавилонских крепостей под командованием Дифила. После успешной осады Вавилона Селевку предстояло сразиться с основными силами Антигона в ходе Вавилонской войны.

## Предыстория
В 321/320 году до н. э. по результатам раздела Македонской империи между военачальниками Александра Македонского сатрапом Вавилонии стал Селевк. В ходе Второй войны диадохов 319—315 годов до н. э. Антигон завоевал бо́льшую часть азиатских владений Македонской империи. После победы он казнил многих из сатрапов, которые оказались в его власти. Селевк своевременно оценил ситуацию и бежал ко двору правителя Египта Птолемея.
Зимой 312/311 года до н. э. Птолемей во время Третьей войны диадохов разбил войско Антигона под командованием его сына Деметрия в битве при Газе. Эта победа открыла врагам Антигона путь вглубь его азиатских владений. Селевк, воспользовавшись моментом, решил вернуть себе власть в Вавилоне. Птолемей выделил военачальнику тысячу воинов и двести всадников, с которыми Селевк и отправился в Вавилонию. Деметрий, занятый подготовкой обороны от дальнейшего наступления Птолемея, не мог помешать этому походу.
По мнению Р. Биллоуза, Селевк выступил в поход на Вавилон не ранее января 311 года до н. э. По пути он пополнил своё войско. Местные жители, помня великодушие Селевка в течение четырёх лет, когда он был сатрапом Вавилонии, оказывали ему всеобщую поддержку. Также на сторону Селевка стали переходить войска Антигона. Диодор Сицилийский упоминает о Полиархе, который «управлял каким-то округом» и перешёл на сторону Селевка с тысячей воинов. Р. Биллоуз считал, что беспрепятственный поход Селевка из Финикии в Вавилон стал возможным по той причине, что Деметрий после поражения при Газе был вынужден спешно собирать войска в Киликии и, соответственно, по пути Селевка не было больших контингентов войск. Кроме того, гибель сатрапа Вавилонии на службе Антигона Пифона при Газе дезорганизовала систему управления в регионе.

## Осада
При приближении Селевка к Вавилону сторонники Антигона под командованием Дифила укрылись в одной из вавилонских крепостей. Р. Биллоуз датировал начало осады «после начала апреля 311 года до н. э.», Й. Лендеринг — между 13 мая и 1 июня 311 года до н. э., Э. Ансон и А. Миус — весной 311 года до н. э. Диодор Сицилийский не передал каких-либо деталей осады: «Селевк осадил крепость и взял её штурмом». Й. Лендеринг, исходя из информации клинописных Вавилонских хроник, предположил, что штурму предшествовали некие действия с руслом Евфрата, однако степень сохранности текста не даёт возможности создать чёткую реконструкцию деталей осады и последующего штурма.
Осада Вавилона длилась несколько месяцев: до начала лета либо, по другим оценкам, до августа 311 года до н. э. После взятия крепости Селевк освободил тех своих друзей и подданных, которые были арестованы после его бегства в 315 году до н. э. из Вавилонии в Египет.

## Последствия
С завершением осады Селевк вернул себе власть в Вавилонии и стал готовиться к предстоящим военным действиям с основными силами Антигона. Стратег Верхних сатрапий на службе у Антигона Никанор, в свою очередь, начал собирать собственное войско для возвращения Вавилона.